# Pedro Letechipía
Pedro Letechipía Cuéllar fue un militar mexicano de ideología liberal. Nació en Zacatecas, en 1832 y falleció el 19 de marzo de 1876 en San Andrés Cholula Puebla. 

## Intervención estadounidense y la Revolución de Ayutla
En 1847 participó defendiendo las armas mexicanas durante la Primera intervención estadounidense en México, obteniendo el grado de capitán, con el que participó en la Revolución de Ayutla contra Antonio López de Santa Anna y posteriormente en la Guerra de Reforma, cuando defendió a las fuerzas republicanas.

## Intervención francesa
En 1862 participó en la Segunda Intervención Francesa en México. Al año siguiente, combatió a las fuerzas extranjeras durante el sitio de Puebla, siendo a la derrota tomado prisionero y conducido a Francia, de donde regresó sin haberse juramentado. 
Ya con el grado de alférez de Caballería, combatió a las órdenes del general Ignacio Alatorre y luego se desempeñó como ayudante en el Estado Mayor del general Vicente Riva Palacio, participando en el Sitio de Querétaro y en la Toma de la Ciudad de México (1867). 

## República restaurada
Terminada la lucha, participó en contra de los rebeldes en el Levantamiento en Puebla de 1868 y posteriormente fue de los que sofocó el Levantamiento en Tamaulipas de 1871 junto a las tropas del general Sóstenes Rocha, con quien tomó la ciudad. 
Durante la Revolución de Tuxtepec, que fue un movimiento armado en México basado en el Plan de Tuxtepec, que se inició cuando el presidente constitucional Sebastián Lerdo de Tejada anunció su postulación a la reelección, permitida por la constitución de 1857. En enero de 1876 el general Porfirio Díaz —que ya había dirigido un fallido movimiento armado contra la reelección de Benito Juárez— se alzó en armas, fue secundado por un amplio número de militares que tenían mayor simpatía al héroe de la guerra de la segunda intervención francesa en México. Pedro Letechipía Cuéllar custodió un tren con pasajeros y armas, mismo que fue emboscado por las fuerzas de Antonio Rodríguez Bocardo y José María Couttolenc. En el combate, recibió un balazo en el pecho que lo privó de la vida, muriendo en San Andrés, Puebla, el 19 de marzo de 1876. Su muerte le valió el homenaje del régimen, que creó la Rotonda de las Personas Ilustres, siendo sus restos los primeros en ser depositados con ese honor.